# Lección de anatomía del Dr. Nicolaes Tulp
La lección de anatomía del Dr. Nicolaes Tulp es un cuadro del pintor neerlandés Rembrandt. 
Fue pintado en 1632. Se trata de una pintura al óleo sobre lienzo, que mide 168,5 centímetros de alto y 216,5 cm de ancho. Se conserva en el Mauritshuis de La Haya (Países Bajos).
Es el primer retrato de grupo pintado por Rembrandt, que tenía entonces 26 años. Fue un encargo del potente gremio de los cirujanos, de los cuales Tulp, médico de Ámsterdam, era un representante eminente. Un cuadro de similares características fue pintado por Thomas de Keyser en 1619.
En 1828 se decidió la venta pública de este cuadro en favor de la caja de las viudas de cirujanos. El rey Guillermo I impidió esta venta y ordenó comprar esta obra maestra para su «gabinete real de pinturas». 

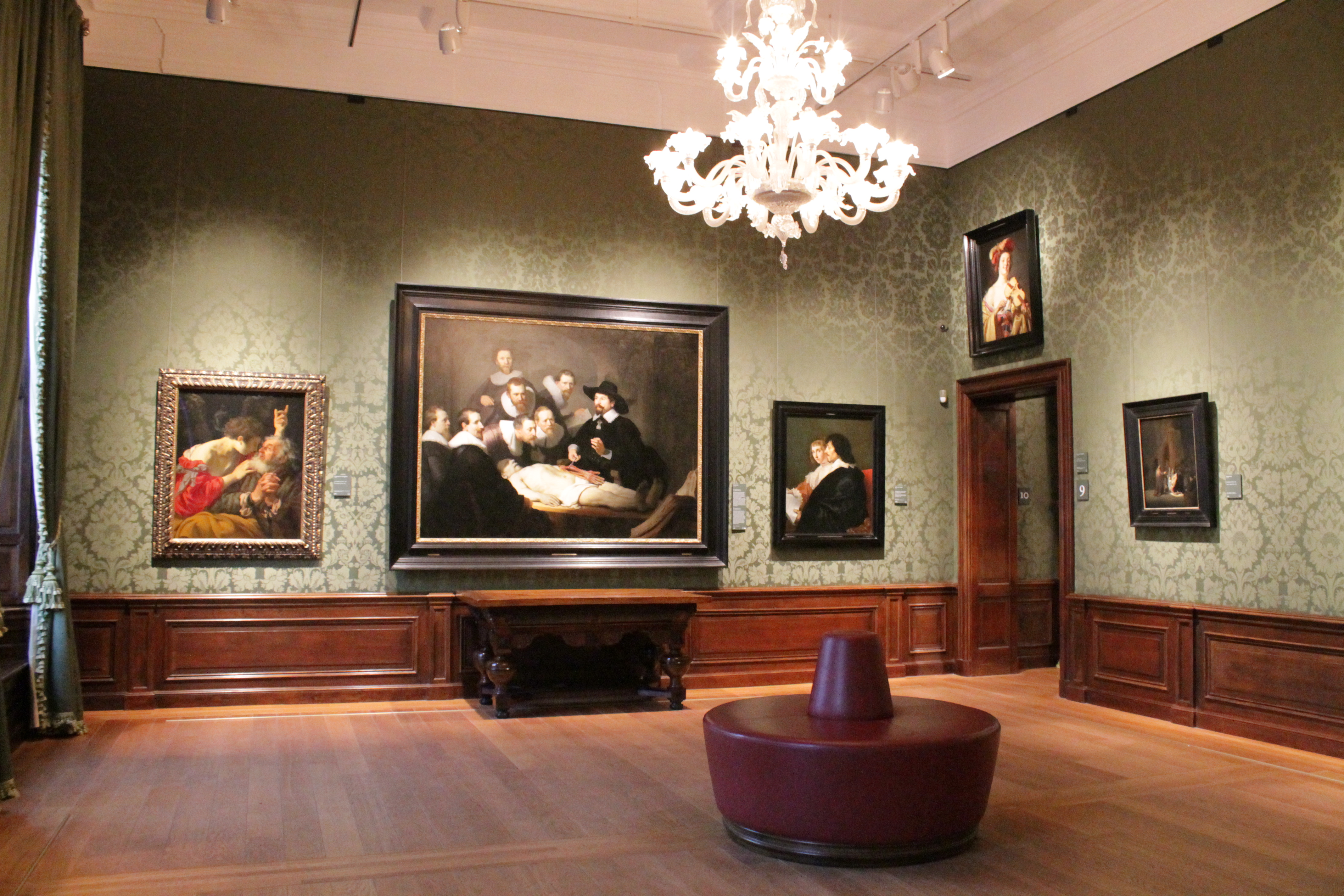
La lección de anatomía del Dr. Nicolaes Tulp expuesta en el museo Mauritshuis, en La Haya

## Historia y características
El cuadro muestra una lección de anatomía impartida por el doctor Nicolaes Tulp a un grupo de cirujanos. El doctor está representado explicando la musculatura del brazo a profesionales de la medicina. El cadáver pertenece al criminal Aris Kindt (Adriaan Adriaanszoon), de 41 años, ahorcado ese mismo día por robo a mano armada. Algunos de los espectadores son varios patrones que pagaban comisiones por ser incluidos en la pintura. 
El evento puede fecharse el 16 de enero de 1632: la cofradía de cirujanos de Ámsterdam, de la que Tulp era el anatomista oficial de la ciudad, permitía solo una disección pública al año, en invierno, para mejor conservación del cuerpo, y éste tenía que ser de un criminal ejecutado. Por ello, las clases de anatomía con disección fueron en el siglo XVII actos poco frecuentes y espectaculares, hasta el punto de convertirse en acontecimientos sociales. Tenían lugar en salas de conferencias que eran realmente teatros; en este caso era el Waag, un «teatro de anatomía». Podían asistir a la lección estudiantes, colegas y el público en general, a cambio del pago de la entrada. Los espectadores están vestidos de manera adecuada a una ocasión social tan solemne. Se piensa que, con la excepción de las figuras del fondo y la izquierda, estas personas fueron añadidas a la pintura más tarde.
Además de Nicolaes Tulp están representados también los cirujanos Jacob Blok, Hartman Hartmanszoon, Adraen Slabran, Jacob de Witt, Mathijs Kalkoen, Jacob Koolvelt y Frans Van Loenen. Sus nombres están en la lista que uno de ellos tiene en su mano.
Este cuadro de Rembrandt fue restaurado varias veces y en vida del pintor sufrió varios cambios que pueden observarse en estudios por rayos X. Se pueden observar dos datos médicos interesantes: el brazo diseccionado es más largo que el derecho, por lo que se supone que el modelo es de otro «paciente». Adolece también de un error anatómico, pues el músculo flexor superficial no se inserta en el húmero, en el sitio donde fue pintado. También la mano derecha es distinta y se supone que fue pintada después, de otro modelo.
Falta una persona: el preparador, cuya tarea es preparar el cuerpo para la lección. En el siglo XVII un científico importante como el doctor Tulp no se involucraba en la tarea menor y sangrienta de la disección, y tales tareas se dejaban a otros. Es por esta razón que la pintura no muestra instrumentos con los que cortar. En lugar de ello se ve en la esquina inferior derecha un enorme libro de texto abierto, sobre anatomía, posiblemente el de 1543 De Humani corporis fabrica (De la estructura del cuerpo humano), de Andrés Vesalio.
Especialistas modernos han comentado la exactitud de los músculos y los tendones pintados por un Rembrandt de 26 años. No se sabe dónde obtuvo tal conocimiento; es posible que copiara los detalles de un libro de texto de anatomía.
El cadáver está tumbado al estilo de Cristo muerto, con lividez cadavérica. La cara del cadáver queda parcialmente en sombra, sugiriendo la umbra mortis (sombra de la muerte), una técnica que Rembrandt utilizaría con frecuencia. 
Esta obra está firmada y datada en la esquina superior derecha: REMBRANDT. F[ecit]:1632. Es el primer caso conocido en el que Rembrandt firmaba un cuadro con su nombre de pila en lugar de las iniciales RHL (Rembrandt Harmenszoon de Leiden), y esto es un signo de su creciente confianza artística.
En 2006, en el diario neerlandés de medicina, el Nederlands Tijdschrift voor Geneeskunde, aparece un artículo en el cual la lección de anatomía de Nicolaes Tulp fue a su vez objeto de una «disección». La disposición anatómica, tal como se presenta sobre el cuadro, no parece exacta.
Es cierto en todo caso que, si toda lección de anatomía comienza sistemáticamente por una evisceración, ésta de Rembrandt que se concentra en el movimiento de los dedos y la anatomía de la mano oculta un profundo misterio.
El cuadro presenta a todos aquello de lo que se trataba por entonces en el mundo del conocimiento y de los saberes: el movimiento. Movimiento del alma (Descartes, entonces exiliado en Holanda), movimiento de los planetas (Galileo está en pleno pleito en Italia), y también el movimiento del cuerpo.